# Evasione (criminalità)

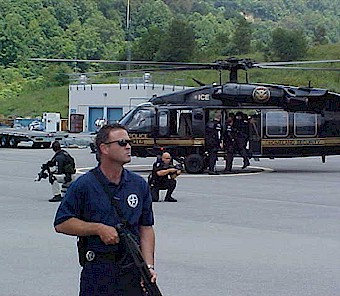
Gli U.S. Marshals scortano la traduzione di un prigioniero al fine di prevenirne la fuga

L'evasione (o fuga dalla prigione) è l'atto di lasciare una prigione attraverso una via illegale.

## Definizione legale nell'ordinamento italiano
Ai sensi dell'art. 385 c.p., chiunque, essendo legalmente arrestato o detenuto per un reato, evada è punito con la reclusione da sei mesi ad un anno. La pena è della reclusione da uno a tre anni se il colpevole commette il fatto usando violenza o minaccia verso le persone, ovvero mediante effrazione; ed è da tre a cinque anni se la violenza o minaccia è commessa con armi o da più persone riunite.
Le disposizioni precedenti si applicano anche all'imputato che essendo in stato di arresto nella propria abitazione o in altro luogo designato nel provvedimento se ne allontani, nonché al condannato ammesso a lavorare fuori dello stabilimento penale. Quando l'evaso si costituisce in carcere prima della condanna, la pena è diminuita. Nel 2020 l'Istat mostra che circa il 50% dei carcerati tenta la fuga.

## Definizione in altri ordinamenti giuridici
Talvolta i termini "evasione" e "fuga" non sono utilizzati in diritto. Per esempio, nello stato di New York, l'articolo 205 della legge penale fa riferimento a: "Fuga e altri reati relativi all'affidamento". Il codice differenzia fuga da un "centro di detenzione" dalla fuga minore dalla custodia. Fuga (non volontario ritorno dal rilascio temporaneo), resistenza all'arresto, ostacolo penale (collaborazione ad una evasione) e contrabbando, sono reati connessi e rientrano anche nella stessa sezione di diritto.

## Evasioni celebri
- Giacomo Casanova la notte fra il 31 ottobre e il 1º novembre 1756, mise in atto il suo piano: passando dalla cella alle soffitte, attraverso un foro nel soffitto praticato da un compagno di reclusione, il frate Marino Balbi[2].
- John Dillinger nella sua carriera criminosa fu protagonista di più di un'evasione di prigione: il 3 marzo 1934 evase dalla prigione di Crown Point, nell'Indiana.
- Frank Morris realizzò quella che forse è l'evasione più celebre: la notte dell'11 giugno 1962 il piano di evasione dal carcere di Alcatraz ebbe successo; il gruppo, ad eccezione di Allen West, scappò fuori dai fori, entrando nel corridoio. Procedettero prima sopra il tetto per poi scendere verso la baia. Là salirono sulla zattera da loro costruita, la quale scomparve nella notte. La mattina seguente gli ufficiali ritrovarono le teste finte nelle brande dei prigionieri e fu dato l'allarme. L'FBI condusse una delle più grandi cacce all'uomo nella storia; tutto quello che fu ritrovato furono alcuni resti della zattera e dei salvagenti sulla spiaggia di Angel Island. Fu anche ritrovata una borsetta impermeabile che conteneva oggetti personali di Clarence Anglin. A questa impresa è ispirato il film Fuga da Alcatraz (1979), con Clint Eastwood.
- Renato Vallanzasca, a capo della Banda della Comasina operante nel milanese, durante la sua carriera criminale evade diverse volte: la prima volta nel 1972 dopo essersi iniettato urine per via endovenosa, ingerito uova marce e inalato gas propano viene ricoverato in ospedale per epatite, da dove fugge grazie ad una guardia corrotta; la seconda il 28 aprile 1980, si rende protagonista di un nuovo tentativo di evasione dal carcere milanese di San Vittore, durante l'ora d'aria compaiono in mano ai detenuti tre pistole, introdotte misteriosamente e un gruppo di carcerati, tra i quali anche Vallanzasca, riesce a farsi strada tenendo in ostaggio il brigadiere Romano Saccoccio, segue quindi una sparatoria per le vie di Milano che prosegue persino all'interno del tunnel della metropolitana ma Vallanzasca, nuovamente ferito, viene ricatturato assieme ad altri nove compagni di fuga; riesce però ad evadere nuovamente, il 18 luglio 1987, scappando rocambolescamente attraverso un oblò del traghetto che da Genova avrebbe dovuto portarlo al carcere dell'Asinara, in Sardegna.
- Felice Maniero, meglio noto come "Faccia d'angelo" o "il boss del Brenta", arrestato per la prima volta nel 1980, nella sua lunga carriera colleziona una serie di clamorose evasioni: nel 1987 evade dal carcere di Fossombrone; il 16 giugno 1994 è protagonista di un'altra evasione dal supercarcere di Padova assieme al braccio destro Antonio Pandolfo e ad altri fedelissimi.
- Pascal Payet, celebre criminale francese, evaso spettacolarmente dirottando un elicottero il 15 luglio 2007 dalla prigione di Villeneuve-lès-Maguelone.
- Max Leitner: il "re delle evasioni", è evaso per ben 5 volte da differenti carceri.[3]
- Henri Charrière detto Papillon per la farfalla che aveva tatuata sul torace, fu condannato per un omicidio di cui si è sempre detto innocente e in tredici anni di prigione nel bagno penale dove era detenuto tentò numerose volte la fuga, riuscendoci alla fine.
- Graziano Mesina: nella sua carriera criminale tentò di evadere per ventidue volte riuscendoci in una decina di tentativi. La prima volta durante il trasferimento per il conseguente processo, riuscì a liberarsi dalle manette e alla stazione di Macomer, saltò dal treno e scappò, ma fu catturato poco dopo da alcuni ferrovieri. Il 6 settembre seguente ad evadere dopo essersi fatto ricoverare nell'ospedale S. Francesco di Nuoro scavalcando il davanzale di una finestra e calandosi lungo un tubo dell'acqua nel quale rimase nascosto per tre giorni dopodiché rimase in montagna latitante per tre mesi. Venne nuovamente arrestato e condannato per omicidio a 24 anni di carcere. Nel gennaio del 1963 tenta l'evasione dal carcere di Nuoro, ma viene scoperto e dopo un periodo nel carcere di Alghero, viene trasferito nel carcere di Porto Azzurro. Nell'estate del 1964 Mesina è atteso da un processo in Sardegna e tentò la fuga da una toilette del treno in corsa, ma venne catturato poco dopo ma secondo quanto detto dallo stesso Mesina, in realtà si consegnò spontaneamente per non creare problemi al carabiniere che lo aveva in consegna.[4] Venne trasferito a Volterra dove si finse pazzo e riuscì ad essere ricoverato nel manicomio criminale di Montelupo Fiorentino e anche qui progettò la fuga, ma senza fortuna. Verso la fine del 1964 venne ancora trasferito, questa volta a Viterbo, dove nuovamente tentò di evadere e dal quale venne trasferito a Spoleto. Anche a Spoleto tentò la fuga, ma venne scoperto.[5] Nel 1965 è nel penitenziario di Procida dove rimase per tre mesi prima di esser ricondotto a Porto Azzurro. Trasferito a Sassari per un processo, tentò di aprire un buco nel pavimento del treno, ma non riuscì a fuggire. L'11 settembre del 1966, mentre scontava la detenzione nel carcere S. Sebastiano di Sassari riuscì a compiere una delle sue più famose evasioni. Insieme al compagno di prigionia Miguel Atienza (si scoprirà in seguito che il vero nome è Miguel Alberto Asencio Prados Ponte), un giovane spagnolo disertore della Legione straniera che, fuggito dalla Corsica, arrivò in Sardegna e venne arrestato a Cagliari per furto di automobile, riuscirono a fuggire scalando il muro del carcere alto 7 metri e gettandosi sotto nella via centrale di Sassari Via Roma.[4] Una volta fuori dal carcere si fecero portare da un tassì a Ozieri, e iniziò una lunga attività criminale della coppia.[4]
- Joaquín Archivaldo Guzmán Loera, noto anche con lo pseudonimo di "El Chapo" o "El Rápido", boss del cartello di Sinaloa, è evaso due volte da penitenziari di massima sicurezza.

## Nella cultura di massa

### Film
- Il buco (1960)
- La grande fuga (1963)
- Prendi i soldi e scappa (1969)
- Papillon (1973)
- Fuga da Alcatraz (1979)
- 1997: Fuga da New York (1981)
- Fuga per la vittoria (1981)
- A 30 secondi dalla fine (1985)
- Non siamo angeli (1989), remake del film Non siamo angeli (1955)
- Un mondo perfetto (1993)
- Le ali della libertà (1994)
- Con Air (1997)
- Fratello, dove sei? (2000)
- Prison Escape (2008)
- The Final Break (Prison Break, 2009)
- The Next Three Days (2010)
- Escape Plan (2013)
- Papillon (2017), remake del film Papillon (1973)
- Escape Plan 2 (2018), serie televisiva
- Prison Break (2005-2009)
- Vis a vis - Il prezzo del riscatto (2015-2019)
- Fuga da Pretoria (2020)